# Кеті Тейлор
Кеті Тейлор  (англ. Katie Taylor, нар. 2 липня 1986, Брей) — професійна ірландська боксерка, олімпійська чемпіонка 2012, п'ятиразова чемпіонка світу і шестиразова чемпіонка Європи серед аматорів, чемпіонка перших Європейських ігор 2015, абсолютна чемпіонка світу в легкій вазі (протягом 2017—2019 років об'єднала титули за версіями WBA (2017—2024), WBC (2019—2024), WBO (2019—2024), IBF (2018—2024) і журналу The Ring) (2019—т.ч.), абсолютна чемпіонка світу в першій напівсередній вазі (за версіями WBO (2019, 2023—т.ч.), WBA (2023—т.ч.), WBC (2023—т.ч.), IBF (2023—т.ч.) і журналу The Ring) (2023—т.ч.)).
Батько — Пітер Тейлор. Сам займався боксом, мав професію електрика, але потім став професійним тренером, тренуючи Кеті та інших боксерів.
Мати — Бриджит. Також зацікавилася боксом і стала однією з перших жінок-рефері і суддів в Ірландії.

## Любительська кар'єра
Кеті вирішила зайнятися боксом у 1998 році, коли їй ще не було 12 років, в боксерському клубі, в якому її батько тренував двох її старших братів.
В 15 років провела перший санкціонований бій.
Перший міжнародний успіх прийшов до Тейлор на чемпіонаті Європи з боксу серед жінок 2005, де вона стала переможцем в категорії до 60 кг.
Того ж року на чемпіонаті світу Тейлор програла в чвертьфіналі Кан Кум-Хуай з Північної Кореї і залишилася без нагороди.
З 2006 по 2015 роки Кеті Тейлор п'ять разів перемагала на чемпіонатах світу, ще п'ять разів здобувала звання чемпіонки Європи, п'ять разів перемагала на чемпіонатах Європейського Союзу.

### Виступ на Олімпіаді 2012
У чвертьфіналі перемогла Наташу Джонас (Велика Британія) — 26-15
У півфіналі перемогла Мавзуна Чорієву (Таджикистан) — 17-9
У фіналі перемогла Софію Очігава (Росія) — 10-8
Кеті Тейлор стала першою в історії олімпійською чемпіонкою з боксу серед жінок у легкій вазі.
В 2015 році Тейлор перемогла на перших Європейських іграх.
В 2016 році на чемпіонаті світу кваліфікувалася на Олімпійські ігри 2016, але у півфіналі вперше з 2005 року програла Естель Мосселі (Франція) і задовольнилася бронзовою нагородою.

### Виступ на Олімпіаді 2016
У чвертьфіналі програла Міра Потконен (Фінляндія) — 1-2
| Олімпіада           | Дисципліна | Місце |
| ------------------- | ---------- | ----- |
| Лондон 2012         | до 60 кг   | 1     |
| Ріо-де-Жанейро 2016 | до 60 кг   | 5     |

## Професіональна кар'єра
Маючи блискучу любительську кар'єру Кеті Тейлор відразу після Олімпійських ігор 2016 уклала угоду з відомим промоутером Едді Гірном і, провівши в профі 13 боїв, завоювала три титули — WBA, WBO і IBF.
1 червня 2019 року на арені Медісон-сквер-гарден у Нью-Йорку в андеркарді бою Ентоні Джошуа — Енді Руїз відбувся об'єднавчий бій за звання чемпіонки світу за версіями WBA, WBC, WBO, IBF і журналу The Ring у легкій вазі між ірландкою Кеті Тейлор і бельгійкою Делфін Персон. Бій тривав усі 10 раундів і завершився перемогою Тейлор за очками, яка стала абсолютною чемпіонкою в легкій вазі.
А 2 листопада 2019 року Кеті Тейлор в Манчестері перемогла Кристину Лінардату з Греції і відібрала в неї титул чемпіонки світу за версією WBO в першій напівсередній вазі, ставши чемпіонкою в двох категоріях.
Американська асоціація журналістів, які пишуть про бокс (BWAA), визнала Кеті Тейлор кращою боксеркою 2019 року.

## Таблиця боїв
| 25 Перемог (6 нокаутом, 19 рішенням суддів), 1 поразка (1 рішенням суддів) |           |        |                     |     |              |                   |                                          |                                                                                             |
| №                                                                          | Результат | Рекорд | Суперник            | Тип | Раунд, час   | Дата              | Місце проведення                         | Примітки                                                                                    |
| 26                                                                         | Перемога  | 25–1   | Аманда Серрано      | MD  | 10           | 11 липня 2025     | Медісон-сквер-гарден, Нью-Йорк           | Захистила титули WBA, WBC, IBF, WBO та The Ring у першій напівсередній вазі                 |
| 25                                                                         | Перемога  | 24–1   | Аманда Серрано      | UD  | 10           | 15 листопада 2024 | AT&T Стедіум, Арлінгтон, Техас           | Захистила титули WBA, WBC, IBF, WBO та The Ring у першій напівсередній вазі                 |
| 24                                                                         | Перемога  | 23–1   | Шантель Кемерон     | MD  | 10           | 25 листопада 2023 | 3Arena, Дублін                           | Завоювала титули WBA, WBC, IBF, WBO та The Ring у першій напівсередній вазі                 |
| 23                                                                         | Поразка   | 22–1   | Шантель Кемерон     | MD  | 10           | 20 травня 2023    | 3Arena, Дублін                           | Бій за титули WBA, WBC, IBF, WBO та The Ring у першій напівсередній вазі                    |
| 22                                                                         | Перемога  | 22–0   | Карен Карабахал     | UD  | 10           | 29 жовтня 2022    | The SSE Arena, Лондон, Англія            | Захистила титули WBA, WBC, IBF, WBO та The Ring у легкій вазі                               |
| 21                                                                         | Перемога  | 21–0   | Аманда Серрано      | SD  | 10           | 30 квітня 2022    | Медісон-сквер-гарден, Нью-Йорк, США      | Захистила титули WBA, WBC, IBF, WBO та The Ring у легкій вазі                               |
| 20                                                                         | Перемога  | 20–0   | Фіруза Шаріпова     | UD  | 10           | 11 грудня 2021    | M&S Bank Arena, Ліверпуль, Англія        | Захистила титули WBA, WBC, IBF, WBO та The Ring у легкій вазі                               |
| 19                                                                         | Перемога  | 19–0   | Дженніфер Хан       | UD  | 10           | 4 вересня 2021    | Emerald Headingley Stadium, Лідс, Англія | Захистила титули WBA, WBC, IBF, WBO та The Ring у легкій вазі                               |
| 18                                                                         | Перемога  | 18–0   | Наташа Джонас       | UD  | 10           | 1 травня 2021     | AO Arena, Манчестер, Англія              | Захистила титули WBA, WBC, IBF, WBO та The Ring у легкій вазі                               |
| 17                                                                         | Перемога  | 17–0   | Міріам Гутьєррес    | UD  | 10           | 14 листопада 2020 | The SSE Arena, Лондон, Англія            | Захистила титули WBA, WBC, IBF, WBO та The Ring у легкій вазі                               |
| 16                                                                         | Перемога  | 16–0   | Дельфін Персон      | UD  | 10           | 22 серпня 2020    | Matchroom Fight Camp, Брентвуд, Англія   | Захистила титули WBA, WBC, IBF, WBO та The Ring у легкій вазі                               |
| 15                                                                         | Перемога  | 15–0   | Крістіна Лінардатоу | UD  | 10           | 2 листопада 2019  | Manchester Arena, Манчестер, Англія      | Здобула титул WBO у першій напівсередній вазі                                               |
| 14                                                                         | Перемога  | 14–0   | Дельфін Персон      | MD  | 10           | 1 червня 2019     | Медісон-сквер-гарден, Нью-Йорк, США      | Захистила титули WBA, IBF та WBO у легкій вазі; Здобула титул WBC та The Ring у легкій вазі |
| 13                                                                         | Перемога  | 13–0   | Роуз Воланте        | TKO | 9 (10), 1:40 | 15 травня 2019    | Liacouras Center, Філадельфія, США       | Захистила титули WBA та IBF у легкій вазі; Здобула титул WBO у легкій вазі                  |
| 12                                                                         | Перемога  | 12–0   | Єва Вальстрем       | UD  | 10           | 15 грудня 2018    | Медісон-сквер-гарден, Нью-Йорк, США      | Захистила титули WBA та IBF у легкій вазі                                                   |
| 11                                                                         | Перемога  | 11–0   | Сінді Серрано       | UD  | 10           | 20 жовтня 2018    | Ті-Ді-Гарден, Бостон, США                | Захистила титули WBA та IBF у легкій вазі                                                   |
| 10                                                                         | Перемога  | 10–0   | Кімберлі Коннор     | TKO | 3 (10), 1:43 | 28 липня 2018     | The O2 Arena, Лондон, Англія             | Захистила титули WBA та IBF у легкій вазі                                                   |
| 9                                                                          | Перемога  | 9–0    | Вікторія Бустос     | UD  | 10           | 28 квітня 2018    | Барклайс-центр, Нью-Йорк, США            | Захистила титул WBA у легкій вазі; Здобула титул IBF у легкій вазі                          |
| 8                                                                          | Перемога  | 8–0    | Джессіка Маккаскілл | UD  | 10           | 13 грудня 2017    | York Hall, Лондон, Англія                | Захистила титул WBA у легкій вазі                                                           |
| 7                                                                          | Перемога  | 7–0    | Анаї Естер Санчес   | UD  | 10           | 28 жовтня 2017    | Мілленіум, Кардіфф, Уельс                | Здобула вакантний титул WBA у легкій вазі                                                   |
| 6                                                                          | Перемога  | 6–0    | Жасмін Кларксон     | RTD | 3 (8), 2:00  | 29 липня 2017     | Барклайс-центр, Нью-Йорк, США            |                                                                                             |
| 5                                                                          | Перемога  | 5–0    | Ніна Майнке         | TKO | 7 (10), 0:57 | 29 квітня 2017    | Вемблі, Лондон, Англія                   | Здобула вакантний титул WBA Inter-Continental у легкій вазі                                 |
| 4                                                                          | Перемога  | 4–0    | Мілена Колева       | PTS | 8            | 25 березня 2017   | Манчестер Арена, Манчестер, Англія       |                                                                                             |
| 3                                                                          | Перемога  | 3–0    | Моніка Джентілі     | TKO | 5 (6), 1:31  | 4 березня 2017    | О2 Арена, Лондон, Англія                 |                                                                                             |
| 2                                                                          | Перемога  | 2–0    | Вівіан Обенауф      | PTS | 6            | 10 грудня 2016    | Манчестер Арена, Манчестер, Англія       |                                                                                             |
| 1                                                                          | Перемога  | 1–0    | Карина Копінська    | TKO | 3 (6), 0:58  | 26 листопада 2016 | The SSE Arena, Лондон, Англія            |                                                                                             |

## Інші захоплення
В шкільні роки крім боксу Тейлор захоплювалася ще й футболом, граючи як за дівчачі, так і за хлопчачі команди. На старшому рівні Кеті грала за різні команди Футбольної асоціації Ірландії серед жінок. Також брала участь в матчах юнацької збірної Ірландії (до 17 років), молодіжної збірної (до 19 років) і національної жіночої збірної Ірландії. За період з 2006 по 2009 роки Тейлор мала 11 виступів за національну збірну Ірландії, в яких забила 2 голи.